# ベニー・アンダーソン

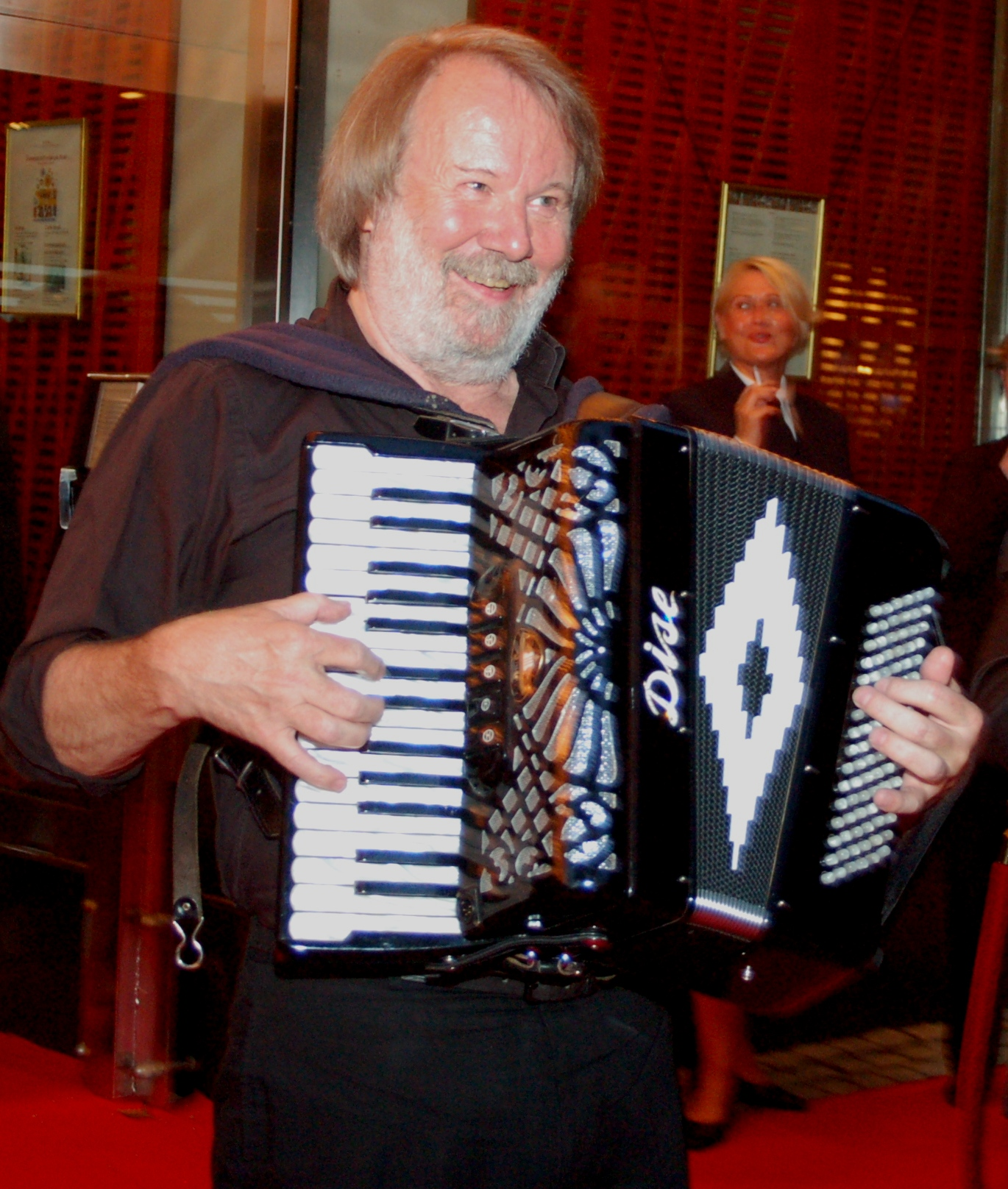
2008年7月4日に撮影

ベニー・アンダーソン（Göran Bror Benny Andersson、1946年12月16日 - ）は、スウェーデン出身のミュージシャンでポップ・グループ、ABBA（アバ）の元・メンバー。ABBAに在籍当時は、同じくアバのメンバー・ビョルン・ウルヴァースと共に作曲を担当し、作曲家としても活動した（「アンダーソン」は英語読み、「アンデション」の方が彼の元来の言語〔母語〕であるスウェーデン語に近い）。

## 経歴
1946年12月16日にスウェーデンのストックホルムに父ゴースタ(1912〜73)と母エディット(1920〜71)の間に生まれる。その後、音楽家として才能を挙げ、1964年に当時恋人関係を持っていたクリスティーナと共に地元・スウェーデンのバンド"Elverkets Spelmanslag" ("The Electricity Board Folk Music Group")に参加し、初めて曲を作詞・作曲した。その後参加したヘップ・スターズは、「スウェーデンのビートルズ」とも言われるほどの人気を博し、ベニーはキーボード奏者および作曲家として才覚を発揮するようになった。
1966年6月には、後のABBAのメンバーとなるビョルンに出会い、二人で曲を作詞・作曲し、その曲がヒットした。曲の完成直後に後のABBAのメンバーとなるアグネッタと出会い、アグネッタ、ビョルン、フリーダと共にABBAを結成する。なお、ビョルンとともに1970年に録音したシングル「木枯らしの少女（She's My Kind Of Girl）」は日本で1972年にオリコン最高位6位を記録する大ヒットとなった。
ABBA結成後はユーロビジョン・ソング・コンテスト1974に出場し、「恋のウォータールー（英・Waterloo）」で優勝を果たした。
ABBA在籍中の1978年にフリーダと結婚したが、活動停止前年の1981年に離婚した。
1982年にABBAを活動停止。その後、ミュージカル『チェス』をビョルンと共同作曲。84年にコンセプト・アルバムを先行リリースして2曲のシングルをヒットさせて上演の成功を確実なものとさせて、86年に初演開始し、3年のロングラン。
その後は、国内外のアーティストたちの楽曲にプロデューサー、作曲家として意欲的に参加。
1999年、ABBAの楽曲を集めてミュージカルにした『マンマ・ミーア!』の上演許可を出すとともに、公演の監修、キャスティングにも協力。『映画版』では共同製作者として名を連ねると共に、ピアノを弾く男としてカメオ出演している。
競走馬の馬主としても知られ、2021年に英G2セレブレーションマイルを制したラヴェンダーズブルー等を所有している。
2021年11月5日には、『ザ・ヴィジターズ』以来約40年ぶりとなるABBAの新作『ヴォヤージ』を発表（アルバムのプロデューサーもベニー）し、世界中で大ヒットとなった。特に米国ではABBAとして初めてとなるアルバムチャートでのベスト10入り（初登場2位）を記録した。

## ソロ・ディスコグラフィ
- Klinga mina klockor（1987）
- November 1989 （1989）
- Benny Anderssons Orkester （2001）
- BAO! （2004）
- BAO! på turné　（2006）
- BAO 3 （2007）
- Story of a Heart（2009）
- O klang och jubeltid（2011）
- Tomten har åkt hem（2012）
- Mitt hjärta klappar för dig（2016)
- Piano（2017）

### ビョルンとのアルバム
- Lycka （1970）